# Moss Station
Moss Station (Moss stasjon) er en norsk jernbanestation på Østfoldbanen i Moss. Stationen åbnede i 1879 sammen med Østfoldbanen og ligger 3,8 m.o.h., 60,16 km fra Oslo S. Stationsbygningen er tegnet af Peter Andreas Blix. Stationen er udstyret med en havneterminal, mens Bastøfærgerne ligger til kaj i gangafstand.
Stationen betjenes af NSB's regionaltog mellem Oslo og Halden/Göteborg og er endestation for lokaltog fra Stabekk.
Stationen vil blive erstattet af en ny i forbindelse med, at Bane Nor anlægger 10 km dobbeltspor mellem Sandbukta og Såstad i Rygge. De forberedende arbejder startede i efteråret 2017, og de egentlige anlægsarbejder forventes at starte i løbet af 2019. Det forventes at projektet står færdigt i 2025.
- Moss Station
- Tog nr. 72032 på Moss Station